# Tahar Ben Jelloun
Tahar ben Jelloun (Fez, 1 de diciembre de 1944), (en árabe: طاهر بن جلون) es un escritor marroquí que escribe en francés. Obtuvo el Premio Goncourt en 1987.
Cultiva la poesía, la narrativa, el ensayo y ha escrito también teatro.

## Biografía
En su infancia, estudió en la escuela coránica del barrio y, después, a los seis años, ingresó en una bilingüe franco-marroquí, dirigida por un francés y donde por la mañanas las clases eran en francés y por las tardes en árabe. En 1955 sus padres se mudaron a Tánger, ciudad donde terminó la enseñanza primaria. Allí, al año siguiente, estudia en el Liceo Ibn al-Jatib y finalmente pasa al Liceo Regnaul donde obtiene el bachillerato en 1963. Luego va a Rabat a seguir estudios de Filosofía en la Universidad Mohamed V, que son interrumpidos en 1966 al ser enviado a un campo disciplinario del ejército junto con otros 94 estudiantes sospechosos de haber organizados las manifestaciones de marzo del año anterior. Dos años más tarde es liberado y reanuda sus estudios; en octubre comienza a enseñar en el Liceo Charif Idrissi de Tetuán. En 1970 es trasladado al Liceo Mohamed V de Casablanca.
Ante el anuncio, en junio de 1971, de que la enseñanza de Filosofía en Marruecos será arabizada, Ben Jelloum decide irse a Francia consiguiendo una beca para especializarse en psicología. Llega a París el 11 de septiembre de ese año y desde entonces la capital francesa se convirtió en su hogar. Se doctoró en psiquiatría social en 1975.
Su primer poema publicado apareció en la revista Souffles en 1968; se titulaba L'aube des dalles y lo había escrito a escondidas en el campo disciplinario. Dos años después verá la luz su primer libro, el poemario Hommes sous linceul de silence. Su primera novela, Harrouda, aparece en 1973.
El año anterior había publicado su primer artículo en Le Monde, diario del que se convertirá en 1973 en colaborador de la sección de libros. También colabora con El País, La Vanguardia y el Corriere della Sera, entre otros periódicos.
Utilizó su experiencia como psicoterapeuta en La réclusion solitaire, 1976, obra que fue adaptada para teatro por Michel Raffaëlli y presentada en el Festival de Aviñón con el título de Crónica de una soledad. En 1985 publicó la novela El niño de arena que le proporcionó la celebridad. En 1987 consigue el premio Goncourt por La noche sagrada, continuación de la anterior. Ha escrito una quincena de novelas, la última de las cuales data de 2009: El retorno (Au pays). Escrita entre 2005 y 2008, es la historia de un desarraigo: trata del regreso de un marroquí a su aldea natal después de haber trabajado cuarenta años en Francia.
El mismo Ben Jelloun trató de reinstalarse en su patria, pero fracasó en su intento. Lo recuerda así: 
"Volví a Marruecos en 2006 con la intención de quedarme allí, pero me resultó difícil. Para vivir en Marruecos hay que conocer los códigos y, aunque yo los conozco, me fatigan. Tuve, además, malas experiencias familiares, así que terminé regresando a París. Amo a Marruecos, pero hay dos cosas que no soporto, y son la falta de seriedad y la corrupción". Regresó definitivamente de Tánger a París en 2009.
El 6 de mayo de 2008 fue elegido miembro de la Academia Goncourt.
Es el escritor francófono más traducido en el mundo. Sus novelas El niño de arena y La noche sagrada se han traducido a 43 idiomas. El racismo explicado a mi hija fue un éxito editorial en Francia, Italia y Alemania y se tradujo a 33 lenguas. 
Tahar Ben Jelloun vive en París, en su apartamento de la calle Broca, junto a su mujer. Para sus hijos — Merième, Ismane, Yanis y Amine —, ha escrito varias obras pedagógicas (entre ellas, El racismo explicado a mi hija), 1997).
Tahar Ben Jelloun fue finalista de la edición 2016 de los Grandes Premios de las Asociaciones Literarias (categoría Bellas-letras), con su novela titulada Le mariage de plaisir.

### Frase
Debemos dejar de hacernos las víctimas de los países de Occidente y dejar de comportarnos de forma hostil hacia ellos. [cita requerida]

## Obras
- Hommes sous linceul de silence,  Atalantes, 1970, poesía
- Harrouda, Denoël, 'Les Lettres Nouvelles' 1973, novela
- La réclusion solitaire, Denoël 'Les Lettres Nouvelles'; Seuil 'Points' P161 1976, novela
- Les amandiers sont morts de leurs blessures, Maspero 'Voix'; Seuil 'Points Roman' R218 1976, poesía. Premio de la Amistad Franco-Árabe
- La mémoire future, Maspero 'Voix' 1976. Antología de la nueva poesía de Marruecos
- La plus haute des solitudes, Seuil 'Combats' y 'Points' P377 1977, novela
- Moha el loco y Moha el sabio (Moha le fou, Moha le sage, Seuil 'Points') 1978, novela. Premio de los bibliotecarios de Francia y Premio Radio Monte Carlo.
- À l'insu du souvenir, Niaspero 'Voix' 1980, poesía
- La prière de l'absent, Seuil 1981, novela
- L'écrivain public, Seuil 'Points' P428 1983, relato
- Hospitalité française, Seuil 'L'histoire immédiate' y 'Points actuels' A65 1984
- La Fiancée de l'eau, seguido de Entretiens avec M. Saïd Hammadi ouvrier algérien, Actes Sud 1984, teatro
- El niño de arena (L'enfant de sable, Seuil 'Points'P7) 1985, novela
- La noche sagrada (La nuit sacrée, Seuil 'Points' P113) 1987, novela, premio Goncourt
- Jour de silence à Tanger, Seuil 'Points' P160 1990, relato
- Les yeux baissés, Seuil 'Points' P359 1991, novela
- Alberto Giacometti, Flohic 1991
- La remontée des cendres, Seuil 'Points roman' R6251991, poema
- L'ange aveugle, Seuil 'Points' P64 1992, cuentos
- L'homme rompu, Seuil 'Points' P116 1994, novela
- Elogio a la amistad (Éloge de l'amitié) 1994. El Aleph, 2005
- La soudure fraternelle, Arléa 1994
- Poésie complète, Seuil 1995
- El primer amor es siempre el último, Alción Editora (Le premier amour est toujours le dernier, Seuil 'Points') P278 1995, cuentos
- Les raisins de la galère, Fayard 'Libre' 1996, novela
- La noche del pecado (La Nuit de l'erreur, Seuil) 1997, novela. Alfaguara 1998
- Papá: ¿qué es el racismo? (Le racisme expliqué à ma fille Seuil) 1997. Alfaguara, 2000
- Los náufragos del amor (L'auberge des pauvres, Seuil 'Points' P746) 1997, novela. Alfaguara, 2000
- Sufrían por la luz (Cette aveuglante absence de lumière, Seuil) 2001, novela. RBA Libros, 2001
- El Islam explicado a nuestros hijos (L'Islam expliqué aux enfants, Seuil) 2002. RBA Libros, 2002
- Amours sorcières, 2003
- El último amigo (Le dernier ami, Seuil) 2004. El Aleph, 2005; Quinteto, 2009
- La belle au bois dormant, Seuil 2004
- Partir, Gallimard, 2005, novela. El Aleph, 2006
- L'ecole perdue, Gallimard 'Folio Junior'
- No entiendo el mundo árabe, El Aleph, 2008
- Mi madre (Sur ma mère, Gallimard) 2008, novela. El Aleph, 2009
- El retorno (Au Pays, Gallimard) 2009, novela. Alianza, 2011
- Marabouts, Maroc (texto del álbum de fotos), Gallimard 2009
- Beckett et Genet, un thé à Tanger, Gallimard 2010
- Jean Genet, menteur sublime, Gallimard 2010
- La primavera árabe (L´Étincelle. Révoltes dans les pays árabes), Gallimard 2011, ensayo. Alianza, 2011

## Premios y distinciones
- Premio de la Amistad Franco-Árabe 1976 por Les amandiers sont morts de leurs blessures
- Premio de los bibliotecarios de Francia 1978 por Moha el loco y Moha el sabio
- Premio Radio Monte Carlo 1978 por Moha el loco y Moha el sabio
- Premio Goncourt 1987 por La noche sagrada
- Doctor Honoris Causa por la Universidad de Lovaina, 1993
- Premio Global Tolerance 1998 de la ONU por Papá: ¿qué es el racismo?
- Prix IMPAC 2004 por Sufrían por la luz, (Dublín)
- Prix Ulysse 2005 pour el conjunto de su obra
- Legión de Honor, Gran Oficial, 2008
- Doctor Honoris Causa por la Universidad de Montreal, 2008
- Premio Internacional de Poesía Argana 2010, concedido por la Casa de Poesía de Marruecos
- Premio de la Paz Erich Maria Remarque 2011 por La primavera árabe